# Perućačko Jezero
Perućačko Jezero är en sjö i Bosnien och Hercegovina. Den ligger i den östra delen av landet, 80 km öster om huvudstaden Sarajevo. Perućačko Jezero ligger 290 meter över havet. Arean är 12,4 kvadratkilometer. Den sträcker sig 4,7 kilometer i nord-sydlig riktning, och 9,6 kilometer i öst-västlig riktning.
Följande samhällen ligger vid Perućačko Jezero:
- Prohići (131 invånare)

I omgivningarna runt Perućačko Jezero växer i huvudsak lövfällande lövskog. Runt Perućačko Jezero är det ganska tätbefolkat, med 104 invånare per kvadratkilometer.